# Celulosa sintasa
Las celulosa sintasas son unas enzimas que catalizan la reacción de adición de una molécula glucosa a una cadena de celulosa en formación. Según el Comité de Nomenclatura de la Unión Internacional de Bioquímica y Biología Molecular existen dos enzimas celulosa sintasa que utilizan UDP-glucosa o GDP-glucosa para llevar a cabo la reacción. Sus números EC son 2.4.1.12 y 2.4.1.29 respectivamente.
UDP-glucosa + (1,4-β-D-glucosil)n {\displaystyle \rightleftharpoons } UDP + (1,4-β-D-glucosil)n+1
GDP-glucosa + (1,4-β-D-glucosil)n {\displaystyle \rightleftharpoons } GDP + (1,4-β-D-glucosil)n+1
Ambas enzimas participan en la síntesis de la celulosa.